# Episodi di Dieci sono pochi (prima stagione)
La prima stagione della serie televisiva Dieci sono pochi è stata trasmessa in anteprima negli Stati Uniti d'America dalla ABC tra il 26 aprile 1988 e il 17 maggio 1988.
| nº | Titolo originale    | Titolo italiano | Prima TV USA   | Prima TV Italia |
| -- | ------------------- | --------------- | -------------- | --------------- |
| 1  | Move It or Lose It  |                 | 26 aprile 1988 |                 |
| 2  | First Day at School |                 | 3 maggio 1988  |                 |
| 3  | The Birthday Gift   |                 | 10 maggio 1988 |                 |
| 4  | Close Encounters    |                 | 17 maggio 1988 |                 |